# Les Laurentides
Les Laurentides è una municipalità regionale di contea del Canada, localizzata nella provincia del Québec, nella regione di Laurentides.
Il suo capoluogo è Saint-Faustin-Lac-Carré.

## Suddivisioni
City & Town
- Barkmere
- Mont-Tremblant
- Sainte-Agathe-des-Monts

Municipalità
- Huberdeau
- Ivry-sur-le-Lac
- Labelle
- La Conception
- Lac-Supérieur
- Lac-Tremblant-Nord
- La Minerve
- Lantier
- Montcalm
- Sainte-Lucie-des-Laurentides
- Saint-Faustin–Lac-Carré
- Val-des-Lacs
- Val-Morin

Townships
- Amherst
- Arundel

Parrocchie
- Brébeuf

Villaggi
- Val-David